# Eucelatoria aurea
Eucelatoria aurea là một loài ruồi trong họ Tachinidae.